# Abrázame muy fuerte
Abrázame muy fuerte est une telenovela mexicaine diffusée en 2000-2001 par Televisa.

## Distribution
- Aracely Arámbula : Maria Hernandez Alvarez
- Fernando Colunga : Carlos Rivero Carrillo
- César Évora : Don Federico Rivero
- Nailea Norvind : Déborah Falcon de Rivero
- Osvaldo Ríos : Diego Hernández
- Alicia Rodríguez : Doña Consuelo Rivas de Álvarez
- Pablo Montero : José María Montes
- Arnaldo André : Dr. Ángel Luis Robles
- Joaquín Cordero : Don Severiano Álvarez
- Rosita Quintana : Eduviges de la Cruz y Ferreira
- Lilia Aragón : Efigenia de la Cruz y Ferreira
- Victoria Ruffo : Dona Cristina Álvarez Rivas de Rivero
- Rossana San Juan : Raquela Campuzano
- René Casados : Francisco José Bravo / Fernando Joaquín Falcón
- Toño Mauri : Padre Moisés
- Sergio Reynoso : Comandante Hernán Muñoz
- Helena Rojo : Damiana Guillén / Juliana Guillén vda. de Moreno
- Tina Romero : Jacinta Carrillo
- Aurora Clavel : Vicenta
- Miguel Córcega : Padre Ignacio
- Mario Casillas : Marcelino
- Eduardo Noriega : Pancho Montes
- Alicia Montoya : Gumersinda Montes
- Dacia González : Candelaria Campuzano
- Toño Infante : Eulogio Rojas
- Ignacio Guadalupe : Benito
- Dacia Arcaráz : Gema
- Jorge De Silva : Abel Ramos, dit Abelito
- Paco Ibáñez : Juancho
- Manuel Capetillo Jr. : Miguel Salvador Zamudio
- Eduardo de la Peña : Casimiro
- Esther Rinaldi : Nieves Muñoz
- Eduardo Rodríguez : Máximo Ruiz, dit Max
- Rosita Pelayo : La Güera
- Fabián Lavalle : Dr. Fabián Anaya
- Raúl Buenfil : Dandy
- Emilia Guiú : Flora de Falcon
- Humberto Elizondo : Bernal Orozco
- Liza Willert : Clementina
- Ricardo Chávez : Motor Ramos
- Verónika con K. : Casilda
- Eduardo Cuervo : Jorge
- Carmen Salinas : Celia Ramos
- Ernesto Alonso : Padre Bosco
- Carlos Amador : Nicolás Moreno
- Emely Faride : Paquita
- Ana Hally : Macrina
- Alberto Inzúa : Porfirio
- Oscar Eugenio : Chiquilín
- Luis Fernando Torres : Domingo Rivero
- Roque Casanova : Dr. Silva
- José Antonio Ferral : Fayo Ruiz
- Manuel Raviela : Eladio
- Pedro Romo : Apolinar
- Gabriel Roustand : Chente
- René Muñoz : Don Regino Montes
- Alberto Chávez : Artemio
- Alma Rocío González
- Alejandro Hernández
- Nelly Horsman : Soledad
- Fernando Nesme
- Fidel Pérez : Mano Negra
- Patricia Ramírez : Patricia
- Libia Regalado
- Rosy Safont : Malicha
- Dolores Salomón "Bodokito" : Alberta
- Rubén Santana : Silverio
- Rocío Valenzuela
- Patricia Villasaña : Regina
- Rocío Yaber

## Bande sonore
1. Niña y Mujer - Aracely Arámbula
2. Donde estás corazón - Pablo Montero
3. Con el Corazon en la Mano - Grupo Liberacion
4. Casi te olvido - Pablo Montero
5. Como Yo - Grupo Liberacion
6. Cuando ya no me quieras - Pablo Montero
7. Miedo - Pepe Aguilar
8. Que voy hacer sin ti - Pablo Montero
9. Si Estuvieras Conmigo - Grupo Liberacion
10. Vuelve junto a mi - Pablo Montero
11. Cruz de olvido - Pablo Montero
12. Abrázame muy fuerte - Juan Gabriel